# Sycamore (Kentucky)
Sycamore – miasto w Stanach Zjednoczonych, w stanie Kentucky, w hrabstwie Jefferson.